# Christoph Jacke
Christoph Jacke (* 1968 in Bad Pyrmont) ist ein deutscher Kultur-, Medien- und Kommunikationswissenschaftler, Autor sowie Professor für Theorie, Ästhetik und Geschichte der Populären Musik an der Universität Paderborn.

## Leben
Christoph Jacke legte das Abitur 1988 am Evangelisch Stiftischen Gymnasium Gütersloh ab und leistete daraufhin Wehrdienst. Sein 1990 begonnenes Studium der Publizistik- und Kommunikationswissenschaft, Englischen Philologie, Politikwissenschaft und Geografie an der Westfälischen Wilhelms-Universität Münster schloss er 1997 mit dem Magister artium ab. Nach einer Tätigkeit als wissenschaftliche Hilfskraft am münsteraner Institut für Kommunikationswissenschaft war er wissenschaftlicher Mitarbeiter, Koordinator und Geschäftsführer des Studiengangs „Angewandte Kulturwissenschaften – Kultur, Kommunikation & Management“ und promovierte 2004 bei Siegfried J. Schmidt und Joachim Westerbarkey mit einer Arbeit über Medien(sub)kultur zum Dr. phil. in Kommunikationswissenschaft.
Auf die Professur für Theorie, Ästhetik und Geschichte der Populären Musik der Universität Paderborn wurde er 2008 berufen, zuvor hatte er bereits seit 2005 einen Lehrauftrag in Paderborn inne. Des Weiteren leitet Jacke seit 2011 den Studiengang „Populäre Musik und Medien“ und ist seit 2023 stellvertretender Geschäftsführender Direktor und Vorstandsmitglied im „C:POP. Transdisciplinary Research Center for Popular Music Cultures and Creative Economies“ sowie Mitglied des Senats der Universität. 2012/13 war er Gastprofessor am Institut für Medien- und Kommunikationswissenschaft der Universität Klagenfurt; von 2016 bis 2021 saß er dem deutschsprachigen Zweig der International Association for the Study of Popular Music (IASPM D-A-CH) vor.
Christoph Jacke ist maßgeblich an der Theoriebildung einer eigenständigen wissenschaftlichen Popforschung seit den 2000er-Jahren beteiligt. Seine Forschungsschwerpunkte liegen auf Popmusikkulturen und -journalismus, Starkultforschung, Medienkultur und -kritik sowie Kommunikations-, Medien- und Kulturtheorien.

## Schriften (Auswahl)
- (Hrsg.): Hinlenkung durch Ablenkung. Medienkultur und die Attraktivität des Verborgenen (= Beiträge zur Kommunikationstheorie. Band 21). Lit, Münster 2003, ISBN 3-8258-7229-7 (gemeinsam mit Guido Zurstiege).
- Medien(sub)kultur. Geschichten – Diskurse – Entwürfe (= Cultural studies. Band 9). Transcript, Bielefeld 2004, ISBN 3-89942-275-9 (Zugleich: Dissertation, Universität Münster, 2004 – archive.org).
- (Hrsg.): Kulturschutt. Über das Recycling von Theorien und Kulturen (= Cultural studies. Band 16). Transcript, Bielefeld 2006, ISBN 3-89942-394-1 (gemeinsam mit Eva Kimminich und Siegfried J. Schmidt).
- Einführung in populäre Musik und Medien (= Populäre Kultur und Medien. Band 1). Lit, Münster 2009, ISBN 978-3-643-10141-9.
- Zurück zum Beton. Pop in der Universität; eine Paradoxieent- und -einfaltung (= Paderborner Universitätsreden. Band 115). Hrsg.: Peter Freese. Rektorat der Universität Paderborn, Paderborn 2010 (Antrittsvorlesung, Dezember 2009).
- (Hrsg.): Pop, Populäres und Theorien. Forschungsansätze und Perspektiven zu einem prekären Verhältnis in der Medienkulturgesellschaft (= Populäre Kultur und Medien. Band 2). Lit, Münster 2011, ISBN 978-3-643-10971-2 (gemeinsam mit Jens Ruchatz und Martin Zierold).
- (Hrsg.): Texte zur Theorie des Pop. Reclam, Stuttgart 2013, ISBN 978-3-15-019035-7 (gemeinsam mit Charis Goer und Stefan Greif).
- (Hrsg.): Perspectives on German popular music. Routledge, New York 2017, ISBN 978-1-4724-7962-4 (gemeinsam mit Michael Ahlers).

## Hörbuch
- Siegfried J. Schmidt: Beobachtungsmanagement. Über die Endgültigkeit der Vorläufigkeit. Supposé, Köln 2007, ISBN 978-3-932513-79-4 (Konzeption, Regie und Produktion).